# Christian Ludwig Liscow

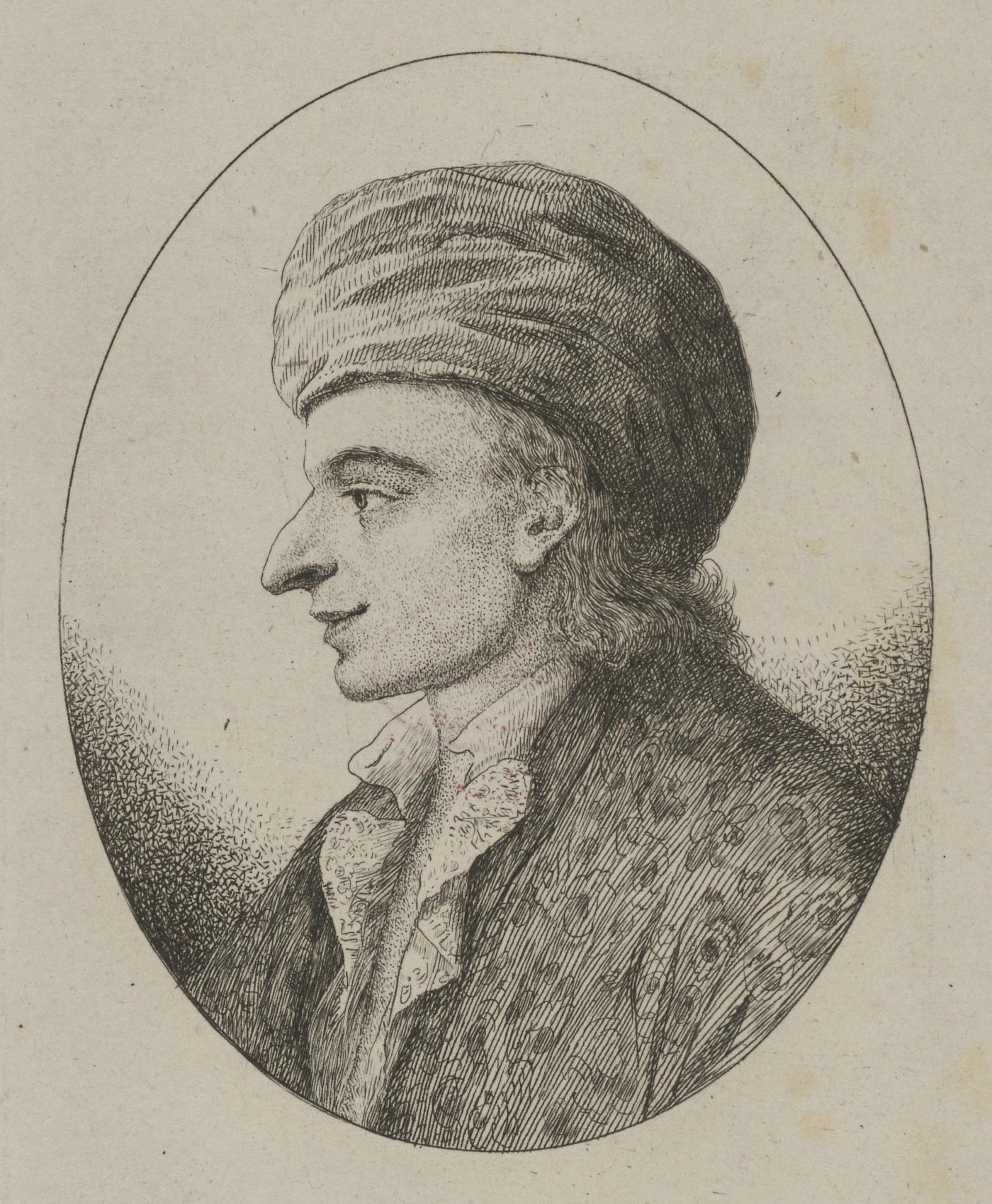
Christian Ludwig Liscow.

Christian Ludwig Liscow, född 29 april 1701, död 30 oktober 1760, var en tysk författare.
Liscow är främst känd för sina satirer mot sin tid allmänna lyten, lärdomshögfärd, borgerligt fjäsk för adeln och prästerligt hyckleri som Die Vortrefflichkeit und Notwendigkeit der elenden Scribenten som ingick i Sammlung satyrischer und ernsthafter Schriften (1739). Liscow var en av sin samtids främsta prosaister. Hans Schriften utgavs 1806.